# Underblomssläktet
Underblomssläktet (Mirabilis) är ett släkte i familjen underblommeväxter med ca 60 arter från varmare delar av Amerika. Några arter används som utplanteringsväxter i svenska trädgårdar.

## Bildgalleri

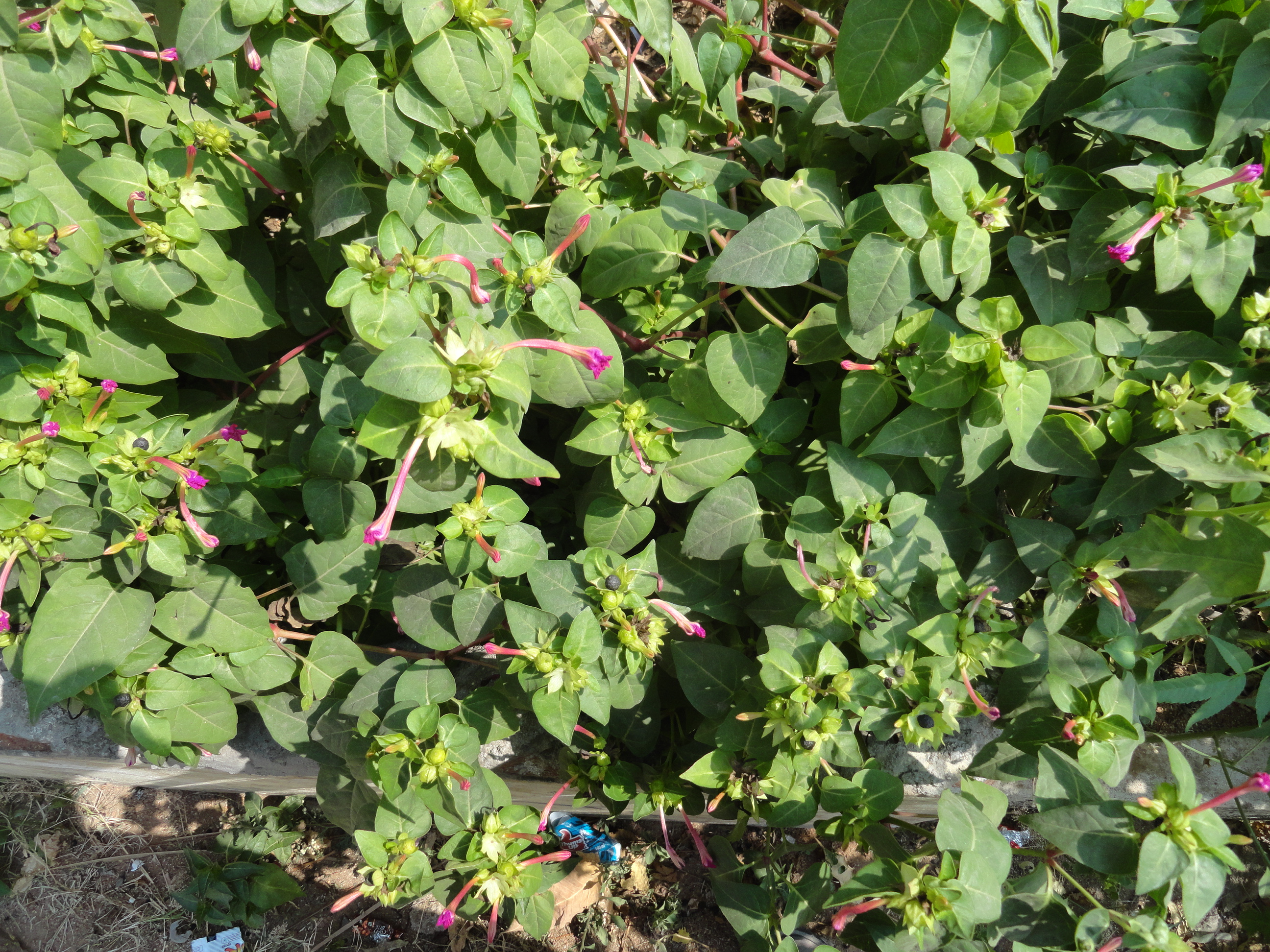
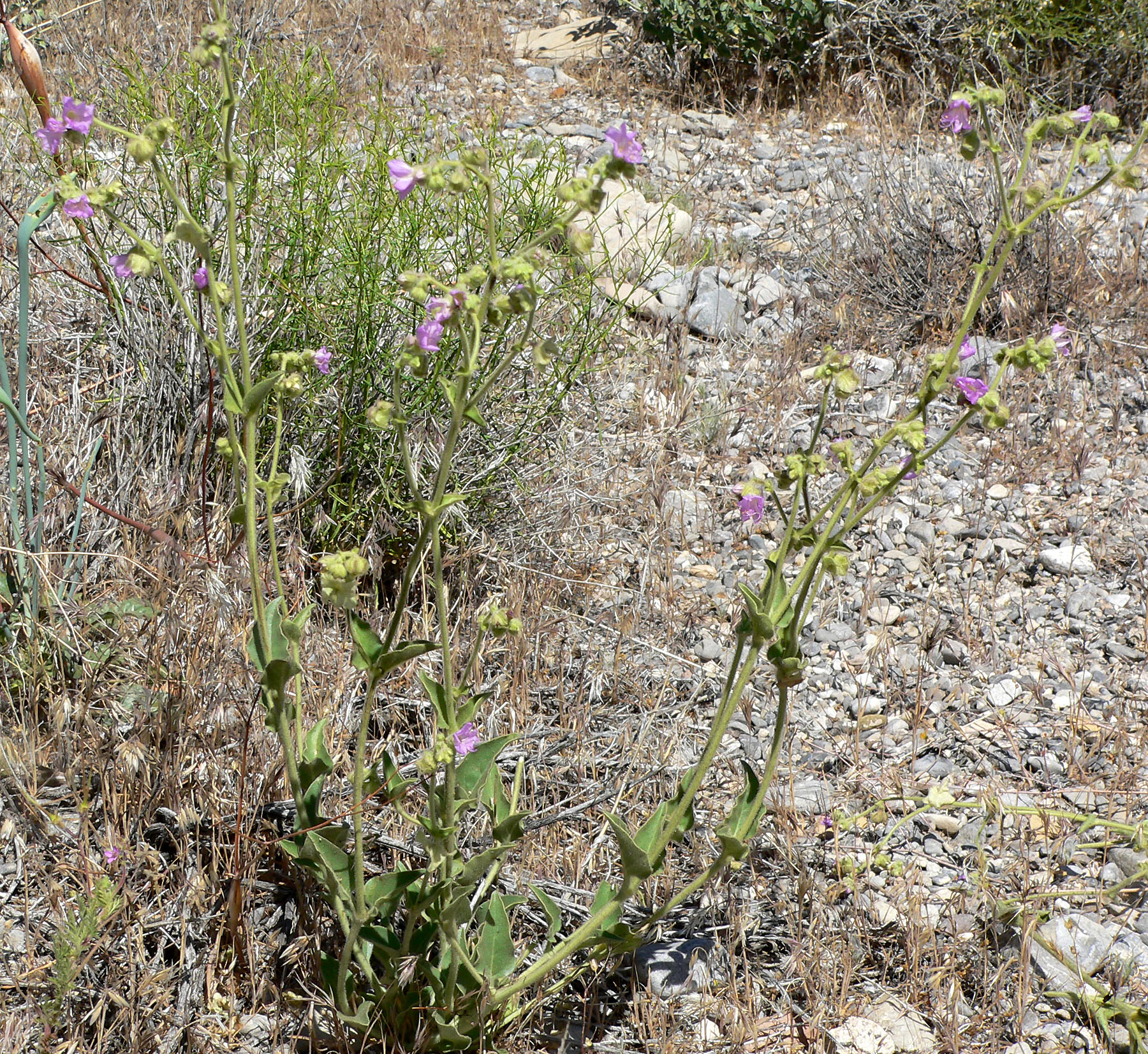
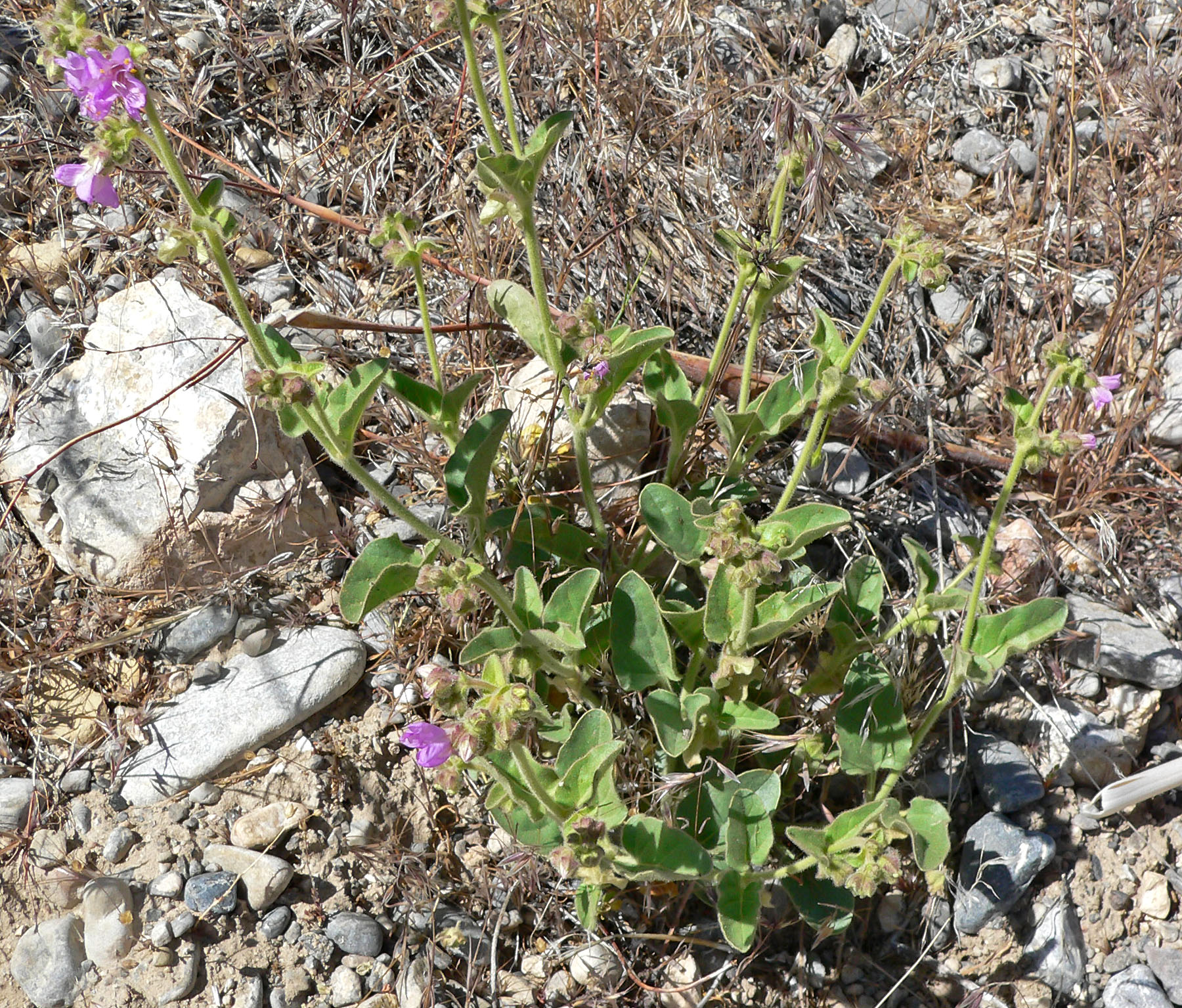
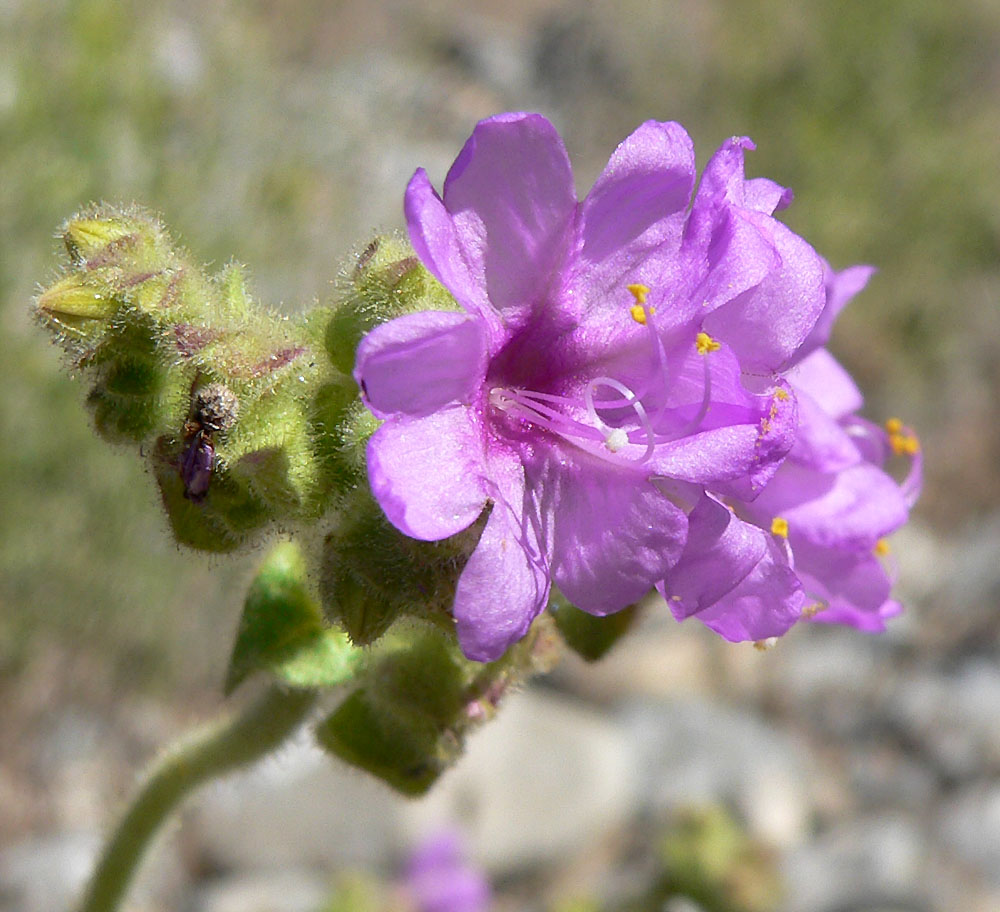
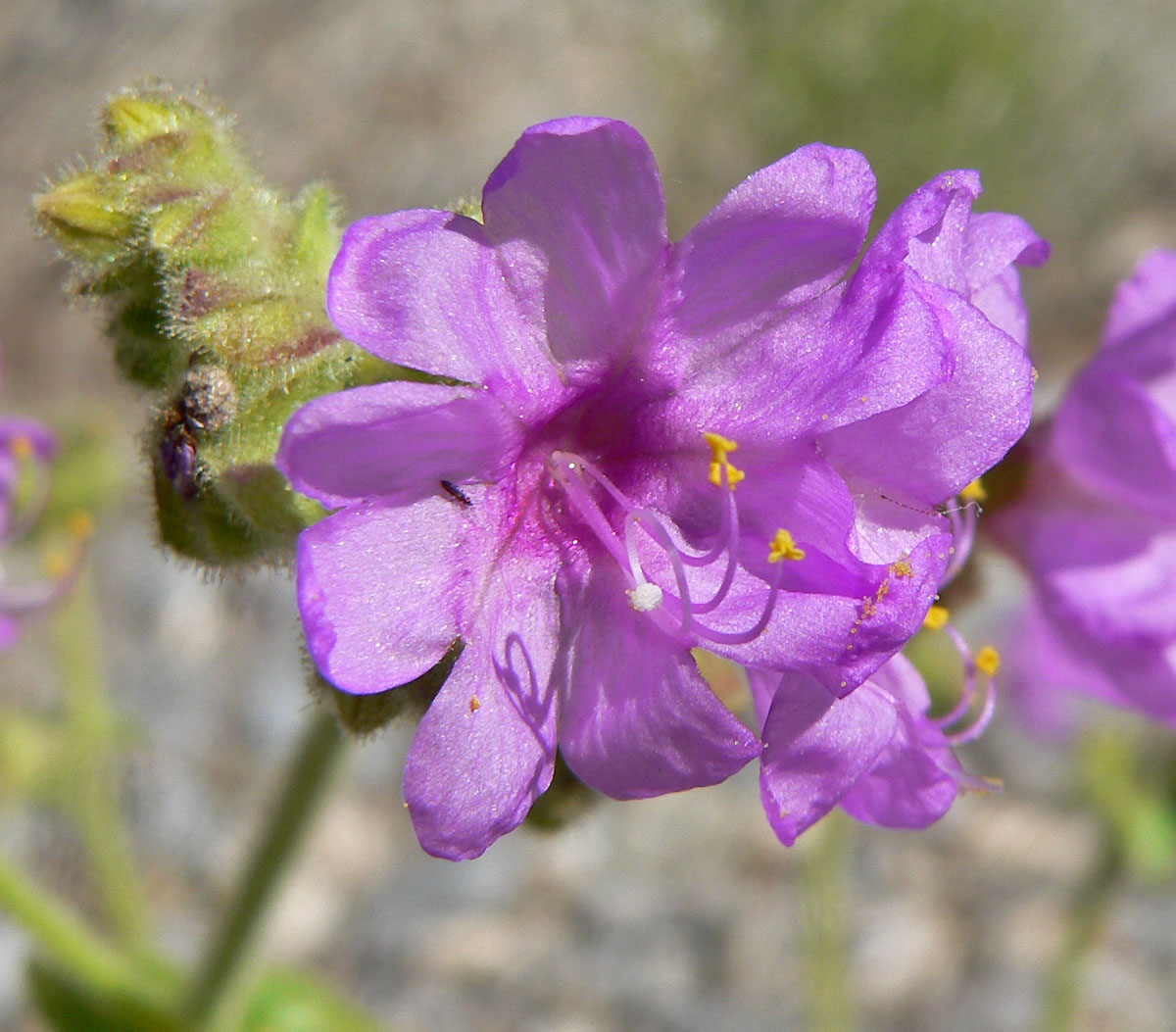
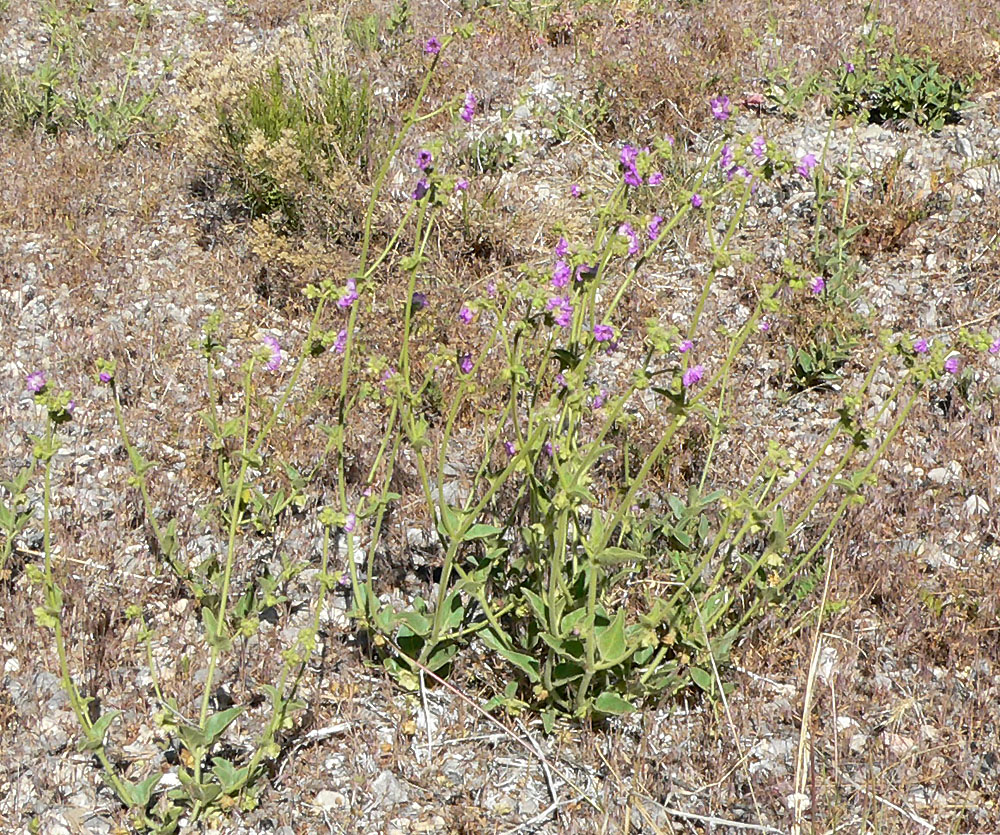

## Dottertaxa till underblomssläktet, i alfabetisk ordning[1]
- Mirabilis acuta
- Mirabilis aggregata
- Mirabilis alipes
- Mirabilis angustifolia
- Mirabilis bracteosa
- Mirabilis cedrosensis
- Mirabilis ciliatifolia
- Mirabilis coccinea
- Mirabilis cordifolia
- Mirabilis decumbens
- Mirabilis elegans
- Mirabilis froebelii
- Mirabilis glabrifolia
- Mirabilis grandiflora
- Mirabilis grayana
- Mirabilis heimerlii
- Mirabilis hirsuta
- Mirabilis hybrida
- Mirabilis jalapa
- Mirabilis laevis
- Mirabilis linearis
- Mirabilis longiflora
- Mirabilis longipes
- Mirabilis melanotricha
- Mirabilis microchlamydea
- Mirabilis multiflora
- Mirabilis nyctaginea
- Mirabilis oblongifolia
- Mirabilis odorata
- Mirabilis oligantha
- Mirabilis oxybaphoides
- Mirabilis parviflora
- Mirabilis polyphylla
- Mirabilis pumila
- Mirabilis rotundifolia
- Mirabilis suffruticosa
- Mirabilis toscae
- Mirabilis tubiflora
- Mirabilis urbani
- Mirabilis violacea